# Cupa Ligii 2014-2015
Cupa Ligii 2014-2015 a fost o competiție de fotbal din România ce a debutat pe 16 iulie 2014 și s-a încheiat pe 20 mai 2015, finala având loc pe Arena Națională din București. Aceasta a fost a treia ediție a Cupei Ligii. Câștigătoarea trofeului nu a avut un loc asigurat în Europa League, dar a câștigat un premiu în valoare de 265.000€.

## Programul competiției
- Tur preliminar: 16 iulie 2014
- Optimi de finală: 18-21 iulie 2014
- Sferturi de finală: 12-14 decembrie 2014
- Semifinale tur: 17 februarie 2015
- Semifinale retur: 11 martie 2015
- Finala: 20 mai 2015

## Premii
- Câștigătoare: 100.000€
- Finalistă: 70.000€
- Semifinalistă: 50.000€
- Sfert-finalistă: 25.000€
- Optimi de finală: 20.000€
- Tur preliminar: 10.000€

## Competiție

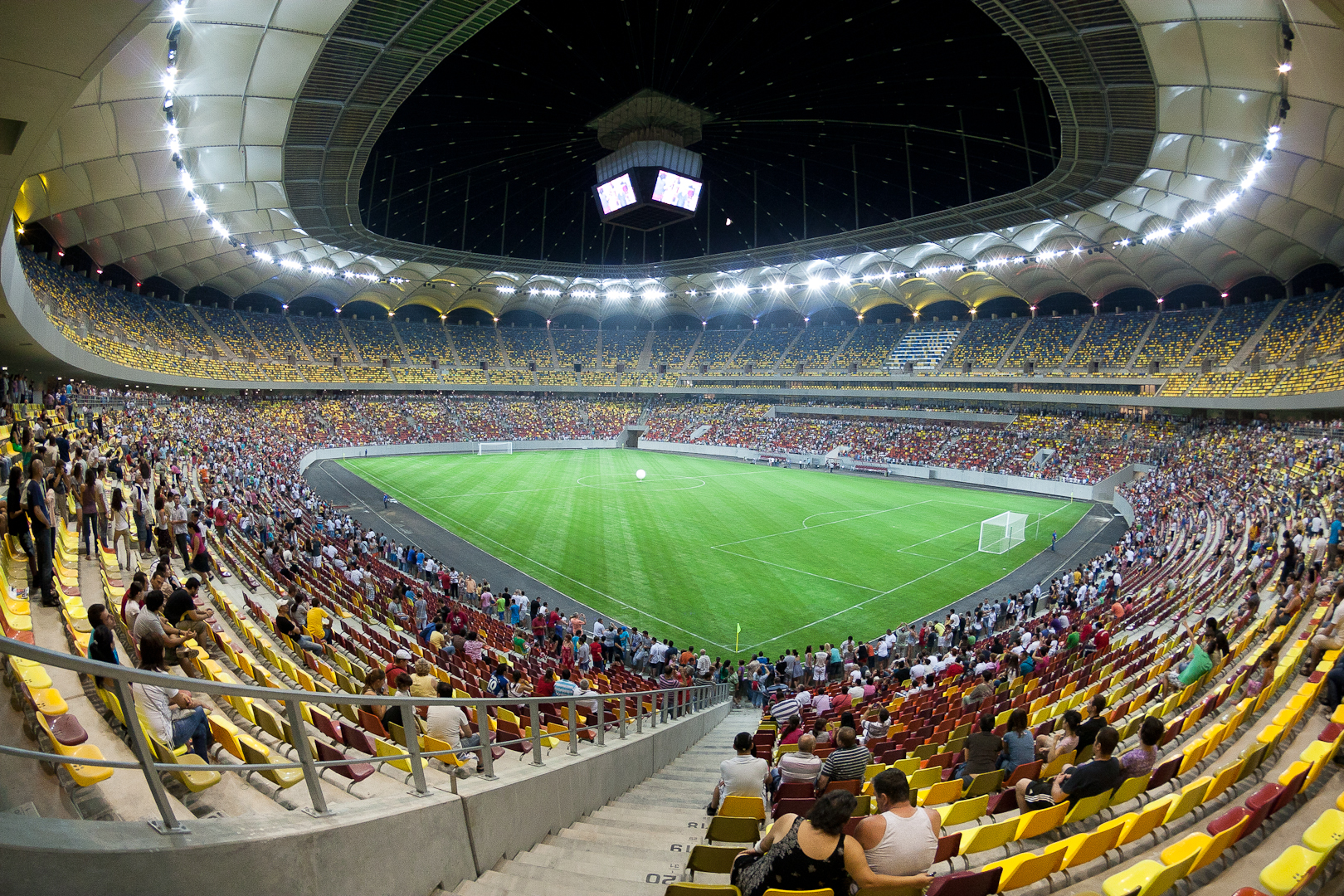
Imaginea surprinde atmosfera vibrantă de pe Arena Națională din București, gazda unora dintre meciurile importante ale Cupei Ligii 2014–2015, ilustrând amploarea competiției și entuziasmul suporterilor prezenți în tribune.

### Turul preliminar
| Rapid       | 1–0    | CSU Craiova |
| ----------- | ------ | ----------- |
| Ciolacu 52' | Raport |             |

| ASA Târgu Mureș | 0–2    | Poli Iași           |
| --------------- | ------ | ------------------- |
|                 | Raport | Crețu 39' Mihai 86' |

### Optimile de finală
| Viitorul Constanța                                 | 3–3 (d.p.) | FC Botoșani                        |
| -------------------------------------------------- | ---------- | ---------------------------------- |
| Mitriță 38' Daminuță 66' (pen.) Patache 94' (aut.) | Raport     | Hadnagy 20' Fülöp 72' Acsinte 121' |
| Mitrea · F. Tănase · Puțanu · Cârstocea · Daminuță | 5–3        | Ianc · Vașvari · Fülöp · Ivanovici |

| FC Brașov       | 1–4    | Astra Giurgiu                       |
| --------------- | ------ | ----------------------------------- |
| Buga 48' (pen.) | Raport | Fatai 12', 28' Seto 63' Budescu 67' |

| Oțelul                                | 0–0 (d.p.) | Ceahlăul                                     |
| ------------------------------------- | ---------- | -------------------------------------------- |
|                                       | Raport     |                                              |
| Mișelăricu · Zaharia · Cojoc · Stoian | 3–2        | Țepeș · Achim · Chitoșcă · Ștefănescu · Marc |

| Rapid București | 1–2    | Steaua București      |
| --------------- | ------ | --------------------- |
| Selagea 24'     | Raport | Keșerü 8', 49' (pen.) |

| Poli Iași                                           | 4–2    | CFR Cluj                     |
| --------------------------------------------------- | ------ | ---------------------------- |
| Mihai 5' Mihalache 13' Pălimaru 58' Olah 81' (pen.) | Raport | Da Silva 37' (pen.) Păun 43' |

| Universitatea Cluj | 1–0    | Petrolul |
| ------------------ | ------ | -------- |
| Kovacs 31'         | Raport |          |

| Gaz Metan | 0–1 (d.p.) | Pandurii       |
| --------- | ---------- | -------------- |
|           | Raport     | Paraskevas 94' |

| Concordia    | 1–3    | Dinamo                                     |
| ------------ | ------ | ------------------------------------------ |
| Olberdam 19' | Raport | Biliński 28' Lazăr 51' Boubacar 78' (pen.) |

### Sferturile de finală
| Pandurii              | 2–0    | Oțelul |
| --------------------- | ------ | ------ |
| Nistor 9' Buleică 88' | Raport |        |

| Dinamo                                        | 0–0 (d.p.) | Universitatea Cluj                                      |
| --------------------------------------------- | ---------- | ------------------------------------------------------- |
|                                               | Raport     |                                                         |
| Matei · Elton · Nedelcearu · Boubacar · Lazăr | 3–2        | Ceppelini · R. Costin · Stojanović · Škvorc · L. Kovács |

| Astra Giurgiu               | 3–1    | FCV Farul         |
| --------------------------- | ------ | ----------------- |
| Alibec 1', 16' Cristescu 9' | Raport | Tănase 63' (pen.) |

| Poli Iași | 0–3    | Steaua București                   |
| --------- | ------ | ---------------------------------- |
|           | Raport | Breeveld 13' Rusescu 29' Toșca 64' |

### Semifinale
| Pandurii             | 2–1    | Dinamo       |
| -------------------- | ------ | ------------ |
| M. Roman 6' Eric 85' | Raport | S. Filip 76' |

| Steaua București                   | 3–0    | Astra Giurgiu |
| ---------------------------------- | ------ | ------------- |
| Tănase 4' Țucudean 33' Rusescu 86' | Raport |               |

| Dinamo     | 1–3    | Pandurii                                      |
| ---------- | ------ | --------------------------------------------- |
| Grozav 84' | Raport | Matulevičius 65' (pen.) Pleașcă 71' Răduț 89' |

Pandurii Târgu Jiu a câștigat la general cu 5–2.
| Astra Giurgiu          | 2–0    | Steaua București |
| ---------------------- | ------ | ---------------- |
| Fatai 70' Enache 90+3' | Raport |                  |

Steaua București a câștigat la general cu 3–2.

### Finala
| Steaua București                         | 3–0    | Pandurii |
| ---------------------------------------- | ------ | -------- |
| Iancu 3' (pen.) Chipciu 54' Țucudean 67' | Raport |          |